# Lento Goffi
Lento Goffi (n. 15 noiembrie 1923, Chiari, Lombardia, Regatul Italiei – d. 14 ianuarie 2008, Brescia, Italia) a fost un poet și jurnalist italian, care și-a desfășurat activitatea în special în Lombardia, în zona Brescia. El este un exponent din a patra generație al Liniei lombarde⁠(d), linie poetică ai cărei membri au început să se întâlnească în Blu Bar din Milano, începând din mijlocul anilor ’50.

## Biografie
Născut în Chiari, în 1923, într-o familie antifascistă, a urmat Liceul Arnaldo și a absolvit Literatura Modernă la Universitatea din Milano, apoi a predat în unele institute din Brescia. A fost căsătorit cu Elisa Marchina; cei doi au avut un fiu, Giorgio. A publicat, printre altele, în revista Il Bruttanome.
Goffi a murit în 2008 într-o unitate de îngrijire a bătrânilor din Brescia.

## Opera (în limba italiană)
- 1962: Lunarietto (Il Bruttanome)
- 1964: Cinque poesie e una prosa (Sigma)
- 1968: Dalla Marca d'Oriente (Scheiwiller)[6]
- 1971: Un'isola, sì con sei incisioni di Franca Ghitti (L.N.C.)
- 1974: Evasivamente flou (Scheiwiller Books)
- 1979: Cronachetta con sei incisioni di Franca Ghitti (Scheiwiller)
- 1981: Un sabato di febbraio (Società di poesia)[7]
- 1984: L'attimo incolore con tre acqueforti di Giovanni Repossi (Il Farfengo)
- 1986: Diario per l'assente (Lo Specchio, Mondadori)
- 1991: L'amata Phegea (La Quadra)
- 1994: Per orbite interne (La Quadra)

## Legături externe
- I cinque poeti bresciani più grandi di sempre